# Platygaster nigra
Platygaster nigra är en stekelart som beskrevs av Nees von Esenbeck 1834. Platygaster nigra ingår i släktet Platygaster och familjen gallmyggesteklar. Arten är reproducerande i Sverige. Inga underarter finns listade i Catalogue of Life.